# Forskaren
Forskaren är en svensk TV-serie från 1978, ursprungligen visad på TV1. Serien regisserades av Hans Abramson med manus av Eino Hanski och Gunnar Rosell. Den visades i 6 avsnitt (cirka 45 min vardera). 

## Handling
Serien handlar om ett forskarlag som försöker få fram ett revolutionerande läkemedel mot hjärtinfarkt. Just när det skall släppas ut på marknaden drabbas en av försökspersonerna av en hjärtinfarkt och dör. Man ställer frågan hur säker en forskare måste vara på ett nytt preparat innan det kan anses vara riskfritt. Forskaren Per Bergåsen har sedan 8 år arbetat med hjärtmedicinen XX-72 som visar sig vara fenomenal för hjärtat men ger dödliga biverkningar på njurarna. Han och hans forskarteam lyckas bemästra denna bieffekt men då uppstår en konflikt mellan bankens och företagets krav på lönsamhet och forskarnas sanningskrav. Företagets intressen av snabb marknadsföring tar över. Invävt i detta finns etiska problem kring djurförsök. Även på hemmaplan har huvudpersonen Per Bergåsen annat att reda ut i en familj där båda föräldrarna står mitt uppe i en yrkeskarriär. Vidare finns i handlingen en journalist som är ute efter att skapa sensationsartiklar. De ene av författarna, Gunnar Rosell, var medicinsk reporter på Aftonbladet. Serien är inspelad bland annat på Bofors läkemedelslaboratorium. Försökshunden Devil spelades av Caesar.

## Avsnitt
- 2 mars, 1978 – "Motgången"
- 9 mars, 1978 – "Obduktionsresultatet"
- 16 mars, 1978 – "Snilleblixten"
- 23 mars, 1978 – "Hotet"
- 6 april, 1978 – "Hundförsöket"
- 13 april, 1978 – "Försökspersonen"

## Pressreaktion
Serien fick överlag god kritik. Margareta Sjögren gjorde i Svenska Dagbladet (2.3.1978) en koncis sammanfattning om vad serien egentligen handlade om, nämligen att vetenskapsmän också är människor. Vetenskapsmannens ofta mödosamma kamp för att utröna orsaken till våra sjukdomar och finna botemedel upphör inte när denne hänger av sig den vita rocken utan följer med hem och griper in i familjelivet. Författarteamet hade gått till väga med grundlighet och hänsyn till fakta vilket väckte respekt. Även om åskådaren grips av viss irritation av det inledande avsnittets aningen långrandiga diskussioner, ofta på fikonspråk, så vågar man utlova en utveckling mot dramatisk tillspetsning och fördjupade psykologiska nyanser. Huvudpersonen Per Bergåsen spelades med sympatisk lågmäldhet av Carl-Ivar Nilsson och i bilderna av de äktenskapliga interiörerna hemma hos honom gavs konturen av en kommande konflikt som var välgörande fri från gängse schablontänkande. 
Bo Teglund i Dagens Nyheter (2.3.1978) konstaterade att temat med läkemedelsforskning var mycket sällsynt inom film och konstnärliga media överhuvudtaget. Det inledande avsnittet innehöll chockerande bilder av bland annat en obduktion. Kommande avsnittet lär väl inte bjuda på så pass utmanande bilder men däremot en hel del debattstoff om den ekonomiska styrningen av läkemedelsforskningen, djurförsökens berättigande och problemen i en familj där man och hustru står mitt uppe i karriären. 
Lars Persson i Expressen (3.3.1978) ansåg att obduktionsscenen inte var nödvändig och kanske bidrog till att många tittare gick ifrån eller blundade. Annars lovade denna upptakt upptakt gott med mängder av uppvirvlat debattstoff och spel och miljö övertygade lekmannen om omsorgsfulla förstudier.
En aktiv forskare, forskningschefen Ivan Östholm vid Hässle gav sin syn på serien i Aftonbladet (14.4.1978) och menade att serien låg nära verkligheten. Det som skedde i serien av olika incidenter är sådant som inträffat i verkligheten. Man kunde möjligen anmärka på att man skildrat det hela komprimerat i tid. Det som skildras här tar ofta år i verkligheten. Men som helhet har man fångat arbetet på ett forskningslaboratorium på ett bra sätt med bland annat den hängivenhet med vilken man arbetar fram ett nytt läkemedel. Serien gav också en nyanserad bild av djurförsök och visade att de behövs.

## Rollista
- Carl-Ivar Nilsson – Per Bergåsen, professor
- Marianne Hedengrahn – Ulla Bergåsen, banktjänsteman, hans hustru
- Anna Lo Sundberg - Ulrika, deras dotter
- Gunnar Björnstrand – VD Elof Jilvenius
- John Zacharias – Gustav Sandberg, forskningschef
- Gun Arvidsson – Ingegärd Nelson, sekreterare
- Jan Bergquist – Leif Åström, kemist
- Olof Eklund – Felix Dahl, docent
- Roy Fjärrstad - Sven Andersson, professor
- Karl-Magnus Thulstrup – Stålhjelm, patient
- Kerstin Magnusson – Annika Salomonsson, laboratorieassistent
- Cecilia Hjalmarsson – Marie Ekholm, laboratorieassistent
- Olle Björling – Olle Eriksson, djurskötare
- Ulf Brunnberg – Magnus Palmgren, konsult
- Thomas Hellberg – kvällstidningsjournalist
- Rune Jansson - morgontidningsjournalist
- Erik Ranhagen - läkare
- Märit Good - sköterska
- Ann Lundgren – obducenten
- Olof Lundström – Nils-Erik Palm, banktjänsteman
- Gunnar Ekström – Karlén, konsul
- Roland Stenström - husspekulanten